# Communauté de communes Cœur de Bresse
La Communauté de communes Cœur de Bresse est une ancienne structure intercommunale française située dans le département de Saône-et-Loire et la région Bourgogne-Franche-Comté.

## Composition
| Nom                     | Code Insee | Gentilé         | Superficie (km2) | Population (dernière pop. légale) | Densité (hab./km2) |
| ----------------------- | ---------- | --------------- | ---------------- | --------------------------------- | ------------------ |
| Louhans (siège)         | 71263      | Louhannais      | 22,58            | 6 349 (2014)                      | 281                |
| Branges                 | 71056      | Brangeois       | 24,59            | 2 388 (2014)                      | 97                 |
| Bruailles               | 71064      | Bruaillois      | 22,36            | 975 (2014)                        | 44                 |
| La Chapelle-Naude       | 71092      | Chapellats      | 19,06            | 566 (2014)                        | 30                 |
| Le Fay                  | 71196      |                 | 20,88            | 640 (2014)                        | 31                 |
| Juif                    | 71246      |                 | 11,80            | 255 (2014)                        | 22                 |
| Montagny-près-Louhans   | 71303      | Montagnons      | 9,51             | 453 (2014)                        | 48                 |
| Montcony                | 71311      | Conymontains    | 10,74            | 295 (2014)                        | 27                 |
| Montret                 | 71319      | Montretois      | 14,59            | 798 (2014)                        | 55                 |
| Ratte                   | 71367      |                 | 8,99             | 374 (2014)                        | 42                 |
| Sagy                    | 71379      | Sagyrois        | 34,21            | 1 252 (2014)                      | 37                 |
| Saint-André-en-Bresse   | 71386      |                 | 4,86             | 106 (2014)                        | 22                 |
| Saint-Étienne-en-Bresse | 71410      |                 | 19,41            | 823 (2014)                        | 42                 |
| Saint-Martin-du-Mont    | 71454      |                 | 5,26             | 216 (2014)                        | 41                 |
| Saint-Usuge             | 71484      | Saint-Eusèbiens | 31,84            | 1 303 (2014)                      | 41                 |
| Saint-Vincent-en-Bresse | 71489      |                 | 15,75            | 561 (2014)                        | 36                 |
| Simard                  | 71523      | Simardins       | 22,12            | 1 226 (2014)                      | 55                 |
| Sornay                  | 71528      | Sornaysiens     | 18,12            | 2 038 (2014)                      | 112                |
| Vérissey                | 71568      |                 | 8,27             | 52 (2014)                         | 6,3                |
| Vincelles               | 71580      |                 | 5,61             | 429 (2014)                        | 76                 |

## Historique
- Elle a vu le jour le 1er janvier 2014 à partir de la fusion des communautés de communes du Canton de Louhans et du Canton de Montret (hormis La Frette et Savigny-sur-Seille) et de l'intégration de 4 communes du Canton de Beaurepaire-en-Bresse[1].
- Le 1er janvier 2017, avec la mise en place du nouveau schéma départemental de coopération intercommunale, la communauté de communes fusionne avec la communauté de communes Cuiseaux Intercom' pour former la communauté de communes Bresse louhannaise intercom'.